# Katodoluminescencja
Katodoluminescencja, elektronoluminescencja – zjawisko luminescencji występujące w izolatorach i półprzewodnikach. 
Katodoluminescencja swoją genezę ma w rekombinacji pary elektron–dziura wytworzonej przez wybicie elektronu walencyjnego. Wielkość takiego przejścia zależy od szerokości przerwy energetycznej materiału. Szerokość przerwy zależy od temperatury, struktury krystalicznej, ilości wtrąceń oraz koncentracji defektów.